# Sobrašica à Ćovdin
La sobrašica à Ćovdin (en serbe cyrillique : Собрашица у Ћовдину ; en serbe latin : Sobrašica u Ćovdinu) est une sobrašica située à Ćovdin, dans la municipalité de Petrovac na Mlavi et dans le district de Braničevo, en Serbie. Elle est inscrite sur la liste des monuments culturels protégés de la République de Serbie (identifiant no SK 571).

## Présentation
La sobrašica de Ćovdin a été construite à la fin du XIXe siècle ou au début du XXe siècle dans l'ancien centre du village, sur la route de Busur.
Elle se présente comme un édifice bâti selon la technique des colombages, avec des piliers mais sans remplissage ; elle est protégée par un toit à quatre pans recouvert de tuiles. Le bâtiment, doté de tables et de bancs, servait à organiser des repas pour une ou plusieurs familles lors des fêtes du village et des cérémonies religieuses ; il mesure 9,75 m de long, 2,80 m de large et 3,30 m de haut.
Cette sobrašica est régulièrement entretenue et est en bon état.